# Laura Hodges
Laura Summerton (13 de dezembro de 1983) é uma basquetebolista profissional australiana, medalhista olímpica.

## Carreira
Laura Summerton integrou a Seleção Australiana de Basquetebol Feminino, em Londres 2012, conquistando a medalha de bronze.